# Martha Washingtonová
Martha Dandridge Custis Washingtonová známá spíše jako Martha Washingtonová (2. června 1731, Williamsburg, Virginie — 22. května 1802, Mount Vernon, USA) byla první dáma USA od 30. dubna 1789 do 4. března 1797 jako manželka prezidenta USA George Washingtona.
Martha Washingtonová, nazývaná také Patsy, se narodila jako nejstarší dcera Johna Dandridge (1700–1756) a Frances Jonesové (1710–1785).
Ve svých osmnácti letech si vzala za manžela Daniela Parke Custise. Byl o dvacet let starší, bohatý. Z tohoto svazku měla čtyři děti:
- Daniel jr. (1751–1754)
- Frances (1753–1757)
- John (Jacky) Parke Custis (1754–1781)
- Marta (Patsy) Parke Custis (1756–1773)

Daniel Custis zemřel v roce 1757 a z Marthy se stala bohatá vdova. 6. ledna roku 1759 se provdala za tehdejšího plukovníka virginské milice George Washingtona. Martha a George spolu neměli žádné děti. Její peníze a styky pomohly manželovi při kandidatuře do House of Burgesses (parlament ve Williamsburgu). Byla hluboce věřící anglikánskou křesťankou.
Na svou dobu se chovala poměrně neobvykle – procestovala s manželem tehdy existující americké státy, trávila s manželem zimy ve vojenských táborech.
Když se její manžel George Washington stal v roce 1789 prvním prezidentem Spojených států, tak se spolu s ním přestěhovala do New Yorku, kde v té době sídlila vláda. Pořádala pravidelně každý čtvrtek recepce v President's House, kde vládla uvolněná atmosféra.
Během manželova druhého funkčního období z prostorových důvodů přesídlila vláda s prezidentem do Filadelfie.
Po skončení Washingtonova funkčního období se manželé vrátili do Mount Vernonu, kde Martha Washingtonová 22. května 1802 zemřela.